# Ларисса (спутник)
Ларисса (др.-греч. Λάρισσα) — внутренний спутник планеты Нептун.
Названа по имени нимфы из греческой мифологии.
Также обозначается как Нептун VII.

## История открытия
Ларисса была открыта Гарольдом Рейтсемой, Уильямом Хаббардом, Ларри Лебофски, Дэвидом Толеном 24 мая 1981 года благодаря случайному наблюдению с Земли покрытия этим спутником звезды.
Об открытии объявлено 29 мая 1981 года, спутник получил временное обозначение S/1981 N 1.
Повторно открыта в 1989 году при прохождении аппарата «Вояджер-2» возле Нептуна.
Об этом было объявлено 2 августа 1989 года, спутник получил ещё одно временное обозначение, S/1989 N 2.
Точная дата второго открытия не сообщалась.
Было заявлено о 10 изображениях, полученных в течение 5 дней, таким образом, открытие состоялось незадолго до 28 июля.
Позже была установлена идентичность объектов S/1981 N 1 и S/1989 N 2.
Собственное название было дано 16 сентября 1991 года.

## Характеристики

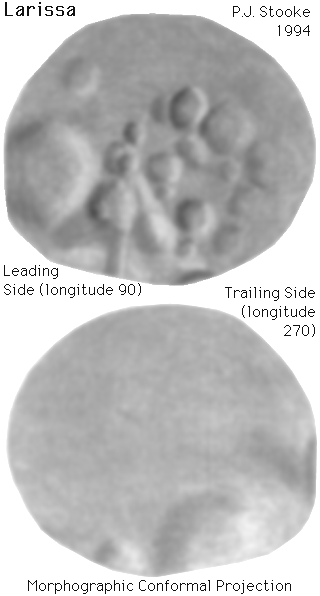
Карта передней и задней сторон Лариссы

Ларисса имеет неправильную (несферическую) форму со множеством ударных кратеров на поверхности.
Никаких следов геологической активности не обнаружено.
Других сведений практически нет.
Вероятно, Ларисса, как и другие спутники на орбитах ниже Тритона, сформировалась из обломков ранее существовавших спутников Нептуна, разрушившихся в результате столкновений, вызванных возмущениями от Тритона после его захвата Нептуном на первоначальную высокоэксцентрическую орбиту.
Ларисса обращается ниже синхронной околонептуновой орбиты, вследствие чего[уточнить] орбита этого спутника постепенно снижается из-за воздействия приливных сил.
Со временем она может быть поглощена Нептуном или разрушиться из-за приливного растяжения и образовать кольцо при достижении предела Роша.